# Ceratothoa argus
Ceratothoa argus är en kräftdjursart som först beskrevs av William Aitcheson Haswell 1881.  Ceratothoa argus ingår i släktet Ceratothoa och familjen Cymothoidae. Inga underarter finns listade i Catalogue of Life.